# Models Inc.
Models Inc. est un feuilleton télévisé américain composée d'un pilote de 90 minutes suivi de 28 épisodes de 42 minutes, créé par Charles Pratt Jr. et Frank South, produit par Aaron Spelling et diffusé entre le 29 juin 1994 et le 6 mars 1995 sur le réseau Fox.
Il s'agit de la troisième franchise de Beverly Hills 90210. Spelling et le réseau Fox finalisent la création du Prime time serial au moment où Melrose Place était à son apogée en matière de succès critique et commercial.
La critique retiendra l'interprétation de la splendide Kylie Travis dans le rôle de la garce volage Julie Dante qui sera considérée comme la révélation de la série,.
En Belgique et au Luxembourg, le feuilleton a été diffusé sur RTL-TVI et RTL TV, et en France à partir du 18 mars 1996 sur M6. Elle reste inédite dans les autres pays francophones.

## Synopsis
Models Inc est une agence de mannequins dirigée par Hillary Michaels, femme à poigne très influente de Los Angeles et accessoirement mère d'Amanda Woodward de Melrose Place. Entre les castings, les séances de photos, les défilés de mode, les interviews, la pression et les mirages d'Hollywood, les filles de l'agence ont fort à faire et il n'est pas toujours facile de concilier vie personnelle et professionnelle.

## Fiche technique
- Créateurs : Charles Pratt Jr. et Frank South
- Producteurs exécutifs : Charles Pratt Jr., Aaron Spelling, E. Duke Vincent
- Producteur : Judith Stevens (21 épisodes)
- Coproducteur exécutif : Jule Selbo (28 épisodes)
- Producteur associé : Barbara S. Edelstein (21 épisodes)
- Thème musical : Ken Harrison (16 épisodes), Tim Truman (8 épisodes), John Nordstrom (4 épisodes)
- Scénaristes principaux : Robert Guza Jr. (5 épisodes), Jule Selbo (5 épisodes), Susan Cridland Wick (4 épisodes), John Eisendrath (3 épisodes), Jeff King (2 épisodes), James Kramer (2 épisodes), Kathryn Baker (1 épisode), Richard Gollance (1 épisode).
- Réalisateurs : Marina Sargenti (3 épisodes), Chip Chalmers (3 épisodes), Parker Stevenson (3 épisodes), Linda Day (2 épisodes), Victoria Hochberg (2 épisodes), Jerry Jameson (2 épisodes), Jefferson Kibbee (2 épisodes), Reza Badiyi (2 épisodes), Charles Correll (2 épisodes), Paul Lazarus (2 épisodes), Martin Pasetta (2 épisodes), Les Sheldon (2 épisodes), Michael Vejar (1 épisode), James Whitmore Jr. (1 épisode)

## Distribution

### Acteurs principaux
- Linda Gray (VF : Evelyn Séléna) : Hillary Michaels
- Cameron Daddo (VF : Éric Legrand) : Brian Peterson
- David Goldsmith (en) (VF : Jean-François Aupied) : Eric Dearborn
- Teresa Hill (en) (VF : Ivana Coppola) : Linda Holden
- Carrie-Anne Moss (VF : Juliette Degenne) : Carrie Spencer
- Cassidy Rae (en) (VF : Brigitte Berges) : Sarah Owens
- Stephanie Romanov (VF : Danièle Douet) : Teri Spencer (épisodes 1 à 6)
- Stephanie Romanov (VF : Françoise Cadol) : Monique Durand (dès l'épisode 7)
- Kylie Travis (VF : Magali Barney) : Julie Dante
- Heather Medway (VF : Dominique Lelong) : Stéphanie Smith (épisodes 1 à 8)
- Brian Gaskill (en) (VF : Gilles Laurent) : David Michaels (épisodes 1 à 12)
- Garcelle Beauvais (VF : Valérie Siclay) : Cynthia Nichols (dès l'épisode 5)
- Emma Samms (VF : Sybille Tureau puis Malvina Germain) : Grayson Louder (dès l'épisode 18)

Emma Samms apparut dès l’épisode 18 en tant que spéciale guest star elle fut ensuite promue au générique dès l'épisode 23.

## Acteurs secondaires
- James Wilder (en) (VF : Pierre Baux) : Adam Louder (dès l'épisode 10)
- Don Michael Paul : Craig Bodi (dès l'épisode 13)
- Lonnie Schuyler : Ben Singer (épisodes 9, 13, 15 à 29)
- Kaela Dobkin : Kristy
- Cristine Rose : Dr Townsend
- Daphne Zuniga (VF : Déborah Perret) : Jo Reynolds (épisode 1)
- Grant Show (VF : Thierry Ragueneau) : Jake Hanson (épisode 1)

 Source et légende : version française (VF) sur RS Doublage

## Naissance du prime time serial

### Développement
Alors que Melrose Place est au sommet de l'audimat, le réseau Fox décide de lancer un spin off. Spelling se montrera enthousiaste et décide assez rapidement d'explorer les coulisses du monde des tops-modèles. Ce sera le point d'ancrage du feuilleton l'agence Models Inc.
Darren star se montre réfractaire et ne fera pas partie du projet en déclarant qu'il s'agit du spin of de trop pour lui. La presse parle déjà de tension entre le producteur et le créateur. Ce refus s'annonce comme une prémisse du futur départ de l'empire Spelling. 
Charles Pratt Jr. et Frank South, scénaristes de Melrose Place, le remplacent sans rechigner.
Le choix des acteurs se fera sans heurts même si Spelling regrette que Farrah Fawcett, une de ses favorites, décide d'annuler sa participation : elle devait jouer le rôle d'Hillary Michaels un des rôles vedettes du feuilleton. Elle sera remplacée par Linda Gray.
Deux des futurs personnages seront présentés à la fin de la deuxième saison de Melrose Place pour les familiariser avec le public. Il s'agit du personnage d'Hillary Michaels qui jouera la mère d'Amanda Woodward et Sara Owens qui jouera le rôle d'une mannequin en herbe embauché par l'agence D&D pour une campagne publicitaire. Une story line assez réussie leur sera consacrée.

### Changement
Aussi le lancement se fera en grande pompe au cours de l’été 1994 pour mettre toutes les chances du côté du feuilleton ; la concurrence est inexistante au cours de cette période de l'année. Néanmoins au bout de cinq mois l'audience ne décolle pas, le réseau demande à la production de trouver une solution pour la deuxième partie de la saison.
Dans un élan de dernières chances les producteurs décident d'embaucher Emma Samms pour donner un coup de fouet à l'audience dans le rôle de l'antagoniste comme Heather Locklear pour Melrose Place et demande à Brian Gaskill de prendre congé. Samms déclare : « Je ferai de mon mieux, mais je ne peux pas me préoccuper de toutes les attentes qui existent. » Mais la sauce ne prend pas et la série finit par être annulée au mois de mars 1995.

## Épisodes
Teri Spencer le mannequin vedette de l'agence Models Inc est assassinée dans l'agence. L'intrigue va ainsi se concentrer sur la résolution de l'enquête
Au même moment Sarah Owens débarque de sa campagne, elle aura affaire à la jalousie de l’impitoyable plantureuse Julie Dante du point de vue professionnel et privée car elle se dispute toutes les deux le cœur de David le fils de Hillary.
Linda elle doit subir le comportement malsain de son petit ami Eric qui n'hésite pas à la faire chanter pour obtenir ce qu'il veut.
Quant à Carrie, en plus du décès de sa sœur, elle doit faire face à son passé et retrouve son fils.
La seconde partie de la saison se concentrera sur l'arrivée de Grayson Lauder qui aura son lot de secret et qui fera tout pour récupérer son mari Adam au détriment de Monique.
1. Meurtre à Models Inc. (Pilot)
2. Enquête en cours (Be My, Be My Baby)
3. Tricher n'est pas jouer (It'll Never Happen Again and Again and Again)
4. Infidélités (Skin Deep)
5. Strictement professionnel (Strictly Business)
6. Le Fantôme de Teri (When Girls Collide)
7. Rien n'est jamais gagné (Nothing is as It Seems) Première apparition de Garcelle Beauvais
8. Aveux (Meltdown) Dernière apparition de Heather Medway
9. Le Sosie (Old Models Never Die)
10. Chantage ! (Good Girls Finish Last)
11. Ultimatum ! (Ultimatums are Us)
12. Jardins secrets (Ghosts) Dernière apparition de Brian Gaskill
13. Mannequin par vocation (In Models We Trust)
14. À l'amour comme à la guerre (Love and War)
15. La Charité (Clash of the Super Vixens)
16. Persécutions (Look Who's Stalking)
17. Possession (Blind by Love)
18. Jusqu'à ce que la mort nous sépare (Till Death Do Us Part)
19. Retour au bercail (Bad Moon Rising) Première apparition d'Emma Samms
20. Amour, toujours (Of Models and Men)
21. À contre-temps (Out of Control)
22. Contre proposition (Grayson Inc.)
23. Des hommes sous influence (Men Don't Leave)
24. Lorsque l'enfant paraît (Bring the Family)
25. Problèmes, problèmes ! (Really Big Problems)
26. Crise d'identité (Adam's Family Values)
27. Par tous les moyens (By Crook or by Hook)
28. Prêtes à tout (Exposure)
29. Vengeance de femmes (Sometimes a Great Commotion)